# Antonín Staněk
Pour les articles homonymes, voir Staněk.
Antonín Staněk, né le 2 mars 1966 à Olomouc, est un homme politique et universitaire tchèque, membre du Parti social-démocrate tchèque (ČSSD).